# ナタリア・メンジク
ナタリア・メンジク（Natalia Mędrzyk、1992年1月13日 - ）は、ポーランドの女子バレーボール選手。ポーランド代表。

## 来歴

### クラブチーム
グダニスク出身。ジュニアクラブを経て2009年、Gedania Gdańskに入団。2010/11シーズンはMKS Dąbrowa Górniczaでプレーし、国内リーグで4位となった。2011/12シーズンはPLKSプシュチナで、2012/13シーズンはAZSビャウィストクでプレーした。2013年、MKSムシニアンカ・ムシナへ移籍し、2014/15シーズンの国内リーグでは3位となった。2016/17シーズンは#VolleyWrocławでプレーした。2017年、グルパ・アゾティ・チェミック・ポリツェへ移籍し、2017/18、2019/20、2020/21シーズンの国内リーグで優勝を果たした。2020/21シーズンはポーランドカップでMVPに選ばれた。2021/22シーズンは産休のため休養することを発表し、2022/23シーズンに再び復帰すると、ポーランドカップで優勝、欧州チャンピオンズリーグに出場した。2023/24シーズンは国内リーグで2年ぶりの優勝に貢献した。

### 代表チーム
アンダーカテゴリーの代表として2008年、2010年のジュニアの欧州選手権に出場。2014年、シニア代表に初選出され、同年のヨーロッパリーグでデビューした。2015年、ワールドグランプリ、欧州選手権に出場した。2019年、モントルーバレーマスターズで優勝、ネーションズリーグでは5位となった。同年には東京五輪大陸間予選、欧州選手権に出場した。2024年、4年ぶりに代表復帰し、ネーションズリーグではエースとして活躍した。

## 人物
2016年に結婚し、登録名をクルニコフスカ（Kurnikowska）からメンジクへ変更した。

## 球歴
- 欧州選手権 - 2015年、2019年
- ワールドグランプリ - 2015年
- ネーションズリーグ - 2018年、2019年、2024年

## 所属クラブ
- Gedania Gdańsk（2009-2010年）
- MKS Dąbrowa Górnicza（2010-2011年）
- PLKSプシュチナ（2011-2012年）
- AZSビャウィストク（2012-2013年）
- MKSムシニアンカ・ムシナ（2013-2016年）
- #VolleyWrocław（2016-2017年）
- KPSチェミック・ポリツェ（2017-2021、2022-2024年）
- ŁKSコマースコン・ウッチ（2024年-）